# Золотухин, Николай Григорьевич
Николай Григорьевич Золотухин (3 декабря 1894 года, Муром, Владимирская губерния — 31 марта 1961 года, Курск) — советский военный деятель, генерал-майор (4 июня 1940 года).

## Начальная биография
Николай Григорьевич Золотухин родился 3 декабря 1894 года в Муроме ныне Владимирской области в семье рабочих.
Работал конторщиком на картофелетерочном заводе в Муроме.

## Военная служба

### Первая мировая и гражданская войны
В сентябре 1915 года призван в ряды Русской императорской армии и направлен в 240-й запасной пехотный полк, дислоцированный в Казани, где в 1916 году окончил учебную команду и в ноябре направлен юнкером на учёбу в Казанскую школу прапорщиков, после окончания которой 22 февраля 1917 года в чине прапорщика направлен младшим офицером в 164-й пехотный запасной полк, дислоцированный в Казани. В ходе Октябрьской революции в период с 25 по 27 октября того же года сводный отряд под командованием Н. Г. Золотухина совместно с красногвардейскими отрядами вёл бои против юнкеров в направлении Сумбекинской башни на территории Казанского Кремля и со стороны Адмиралтейской слободы. После Октябрьской революции Н. Г. Золотухин был избран членом Казанского совета депутатов и назначен комиссаром 164-го пехотного запасного полка. В апреле 1918 года по болезни вернулся в Муром, после чего работал счетоводом в Липинском лесничестве.
В сентябре 1918 года призван в ряды РККА, после чего служил командиром взвода и командиром роты в составе 7-го запасного батальона, дислоцированного в городе Гороховец, а в июне 1918 года назначен командиром роты в составе 4-го Царицынского полка (Южный фронт), после чего принимал участие в боевых действиях на усть-хопёрском направлении.
В мае 1920 года Н. Г. Золотухин направлен в 6-ю стрелковую дивизию (Западный фронт), где адъютантом в составе 47-го и 46-го стрелковых полков 16-й бригады принимал участие в боевых действиях в ходе советско-польской войны. Во время отступления из района Варшавы в результате Варшавской битвы 16-я бригада попала в окружение, из которого вышла через Мазовец по направлению на Гродно, где продолжила вести боевые действия. В конце августа в районе деревни Обуховец Н. Г. Золотухин попал в плен, после чего находился в Гродненской тюрьме, а затем — в лагере Белостоке, из которого бежал и затем перешёл линию фронта в районе деревни Кухтичи, после чего вернулся в 6-ю стрелковую дивизию.

### Межвоенное время
После окончания войны продолжил служить в 6-й стрелковой дивизии в учебно-кадровом полку на штабных должностях, а с июня 1921 года — помощником начальника штаба, начальником штаба и командиром 16-го стрелкового полка, дислоцированного в Орле.
В ноябре 1926 года направлен на учёбу на курсы «Выстрел», которые окончил в ноябре 1927 года.
15 апреля 1928 года назначен на должность командира 165-го стрелкового полка (55-я стрелковая дивизия, Московский военный округ), дислоцированного в Курске, а 8 сентября 1937 года — на должность командира 6-й стрелковой дивизии, которая в 1939 году принимала участие в ходе похода в Западную Белоруссию, после окончания которого дивизия дислоцировалась в Бресте, одновременно с этим комбриг Н. Г. Золотухин исполнял должность начальника Брестского гарнизона. В декабре 1939 года направлен на Северо-Западный фронт, где назначен на должность заместителя начальника штаба Южной оперативной армейской группы под командованием командарма 2-го ранга М. П. Ковалёва в составе 8-й армии. В марте 1940 года Н. Г. Золотухин вернулся на прежнюю должность командира 6-й стрелковой дивизии.
В апреле 1941 года назначен на должность начальника Минского пехотного училища, которое вскоре было преобразовано в Минское танковое.

### Великая Отечественная война
С началом войны училище заняло оборонительные рубежи в районе Минска и одновременно выполняло задачи по охране штаба Западного фронта. Вскоре генерал-майор Николай Григорьевич Золотухин организовал оборонительный рубеж из сводных частей на реке Березина. Во второй половине июля Минское танковое училище было эвакуировано в Ульяновск, где переименовано во 2-е Ульяновское танковое училище имени М. И. Калинина, одновременно с этим генерал-майор Н. Г. Золотухин исполнял обязанности начальника гарнизона города.
С апреля 1942 года находился в распоряжении ГАБТУ и Главного управления кадров НКО и в мае того же года назначен на должность командира 2-й запасной стрелковой бригады (Уральский военный округ), дислоцированной в Чебаркуле и выполнявшей задачи по подготовке маршевых пополнений для фронта.
С февраля 1944 года находился в резерве Главного управления кадров и в апреле направлен на 2-й Украинский фронт, где 24 апреля назначен на должность командира 93-й гвардейской стрелковой дивизии, которая вскоре принимала участие в ходе Ясско-Кишинёвской и Дебреценской наступательных операций. 20 ноября освобождён от занимаемой должности, зачислен в распоряжение Военного совета 2-го Украинского фронта и с 25 ноября находился на лечении по болезни в госпиталях.

### Послевоенная карьера
После окончания войны по выходу из госпиталя генерал-майор Николай Григорьевич Золотухин находился в резерве Главного управления кадров НКО и выполнял специальное задание Генштаба в Прибалтийском военном округе. 30 октября 1945 года уволен в отставку по болезни. Умер 31 марта 1961 года в Курске. Похоронен на Никитинском кладбище города.

## Воинские звания
- Полковник (22.12.1935; приказ НКО № 2652);
- Комбриг (17.02.1938);
- Генерал-майор (04.06.1940).

## Награды
- Орден Ленина (07.11.1947);
- Два ордена Красного Знамени (22.02.1938, 03.11.1944);
- Медали.